# Lista zamachów terrorystycznych w 2012
Poniższe zestawienie prezentuje zamachy terrorystyczne w roku 2012. Podczas niego miało miejsce 6 771 zamachów (rok wcześniej 10 283), podczas których zginęło 11 098 osób (rok wcześniej 12 533), co było potwierdzeniem XXI-wiecznych trendów, zgodnie z którymi terroryzm jest coraz mniejszym zagrożeniem

## Styczeń
| Data        | Zabici | Ranni | Miejsce                  | Opis |
| ----------- | ------ | ----- | ------------------------ | --- |
| 5 stycznia  | 73     | 149   | Nasirijja Bagdad         | Podwójny zamach terrorystyczny na szyickich pielgrzymów w Nasirijji (44 zabitych, 81 rannych) i w stolicy, gdzie eksplodowały cztery bomby (29 zabitych, 68 rannych). |
| 6 stycznia  | 25     | 46    | Damaszek                 | Zamach terrorystyczny w stolicy Syrii, której celem był autobus przewożący policjantów. |
| 9 stycznia  | 21     | 92    | Bagdad Kirkuk            | Zamachy wymierzone w szyickich pielgrzymów. |
| 10 stycznia | 29     | 50    | Jamrud                   | Wybuch samochodu-pułapki na stacji benzynowej. |
| 10 stycznia | 7      | 3     | Shewran                  | Trzech zamachowców-samobójców zaatakowało budynki rządowe zabijając czterech pracowników oraz trzech policjantów. |
| 12 stycznia | 9      | 46    | Kabul                    | Zamachowiec jadący motocyklem wysadził się w powietrze pod budynkami rządowymi. |
| 14 stycznia | 55     | 141   | Basra                    | Zamachowiec w mundurze policjanta odpalił bomby w tłumie szyickich pielgrzymów. |
| 15 stycznia | 13     | 10    | Ar-Ramadi                | Seria skoordynowanych zamachów terrorystycznych. |
| 15 stycznia | 18     | 20    | Rahim Yar Khan, Pendżab  | Wybuch przydrożnej miny-pułapki podczas szyickiej procesji. |
| 16 stycznia | 8      | 4     | Mosul                    | Eksplozja samochodu-pułapki pod obozem dla uchodźców niedaleko Mosulu. |
| 18 stycznia | 17     | 22    | Kajaki, Nad Ali, Helmand | Zamachowiec samobójca poruszający się motocyklem wysadził się w pobliżu bazy wojsk ISAF. Zginęło 16 osób, w tym troje policjantów, a 22 osoby odniosły rany. Godzinę później talibowie odpalili bombę w Nad Ali w wyniku czego zginął ważny członek służb bezpieczeństwa. |
| 19 stycznia | 15     | 50    | Bakuba                   | Zamachowiec-samobójca jadący karetką uderzył w posterunek policyjny. |
| 19 stycznia | 9      | 10    | Kandahar                 | Zamachowiec-samobójca próbował sforsować bramę lotniska w Kandaharze. |
| 19 stycznia | 6      | ?     | Mogadiszu                | Wybuch bomby w obozie dla uchodźców - 4 zabitych uchodźców i dwoje policjantów. |
| 20 stycznia | 211    | setki | Kano                     | Seria skoordynowanych ataków Boko Haram przeciwko chrześcijanom. |
| 24 stycznia | 14     | 75    | Bagdad                   | Wybuch czterech samochodów-pułapek w szyickiej dzielnicy. |
| 27 stycznia | 29     | 60    | Bagdad                   | Wybuch samochodu-pułapki podczas pogrzebu. |

## Luty
| Data      | Zabici | Ranni | Miejsce                                           | Opis |
| --------- | ------ | ----- | ------------------------------------------------- | --- |
| 1 lutego  | 9      | 70    | Tumaco                                            | Wybuch bomby zamontowanej na rowerze pod posterunkiem policyjnym. |
| 2 lutego  | 6      | 20    | Villa Roca                                        | Atak moździerzowy na posterunek policyjny. |
| 8 lutego  | 15     | 20    | Mogadiszu                                         | Wybuch samochodu-pułapki pod kawiarnią. |
| 10 lutego | 28     | 235   | Aleppo                                            | Potężna podwójna eksplozja samochodu-pułapki w której zginęli cywile jak i funkcjonariusze sił bezpieczeństwa. Do zamachu doszło w pobliżu budynku wojskowego i siedziby sił bezpieczeństwa. Państwowa telewizja za zamach obarczyła zorganizowane grupy terrorystyczne. Z kolei rebelianci obwinili siły reżimowe odpowiedzialnością za zamach. Z kolei amerykańskie źródła, doniosły, iż za zamachem w Aleppo stała Iracka Al-Ka’ida. |
| 11 lutego | 7      | 3     | Peszawar                                          | Wybuch bomby domowej roboty na obrzeżach miasta. |
| 13 lutego | 0      | 4     | Nowe Delhi                                        | Wybuch ładunku pod samochodem izraelskiego dyplomaty. |
| 13 lutego | 0      | 0     | Tbilisi                                           | Udaremniony wybuch samochodu pracownika ambasady Izraela. |
| 14 lutego | 0      | 5     | Bangkok                                           | Zamach bombowy i walka uliczna. |
| 17 lutego | 39     | 67    | Parachinar                                        | Zamachowiec-samobójca jadący motocyklem wysadził się w powietrze na zatłoczonym targowisku. |
| 19 lutego | 7      | 5     | Chajber                                           | Zamach terrorystyczny wymierzony w prorządowych milicjantów. |
| 19 lutego | 19     | 26    | Bagdad                                            | Eksplozja samochodu-pułapki pod posterunkiem policji. |
| 23 lutego | 60     | 200   | Bagdad, Tikrit, Bakuba, Kirkuk, Al-Hilla, Dudżail | Seria zamachów terrorystycznych w całym kraju. |
| 23 lutego | 13     | 10    | Peszawar                                          | Wybuch bomby na przystanku autobusowym. |
| 24 lutego | 12     | 1     | Gombe                                             | Atak na więzienie w wykonaniu Boko Haram. |
| 25 lutego | 6      | 12    | Badghis                                           | Wybuch kontrolowanej miny-pułapki zabił sześciu żołnierzy afgańskich. |
| 25 lutego | 26     | ?     | Al-Mukalla                                        | W dniu zaprzysiężenia Abu Rabu Mansura Hadiego na prezydenta, doszło do wybuchu samochodu-pułapki w której zginęło 26 żołnierzy Gwardii Republikańskiej. Za zamach odpowiedzialna była Al-Ka’ida. |
| 27 lutego | 9      | 23    | Dżalalabad                                        | Wybuch samochodu-pułapki przed lotniskiem wojskowym, odpowiedzią za spalenie Koranu przez amerykańskich żołnierzy 22 lutego. |
| 27 lutego | 6      | 14    | Nowshera                                          | Wybuch bomby domowej roboty. |

## Marzec
| Data     | Zabici | Ranni | Miejsce                            | Opis |
| -------- | ------ | ----- | ---------------------------------- | --- |
| 2 marca  | 7      | 5     | Chajber                            | Zamachowiec z Tehrik-i-Taliban wysadził się pod obozem bojowników Lashkar-e-Islam. |
| 3 marca  | 7      | 8     | Dara                               | Wybuch samochodu-pułapki pod punktem wojskowym. |
| 3 marca  | 4      | 0     | Al-Bajda                           | Podwójny zamach samobójczy wymierzony w wojskowych. |
| 7 marca  | 14     | 23    | Tall Afar                          | Podwójny zamach samobójczy wymierzony w wojskowych. |
| 7 marca  | 5      | ?     | Karabudakhkent, Dagestan           | Kobieta (czarna wdowa) wysadziła się w powietrze wśród policjantów. |
| 11 marca | 15     | 37    | Peszawar                           | Zamachowiec-samobójca wysadził się w powietrze podczas uroczystości pogrzebowych. |
| 12 marca | 19     | 8     | Gambela                            | Ostrzelanie autobusu z ludnością cywilną. |
| 17 marca | 27     | 97    | Damaszek                           | W stolicy Syrii doszło do podwójnego zamachu terrorystycznego w pobliżu siedziby wywiadu oraz głównej siedziby policji. W wyniku eksplozji bomb umieszczonych w samochodach zginęło 27 osób, a 97 odniosło rany. |
| 18 marca | 3      | 25    | Aleppo                             | W Aleppo doszło do wybuchu samochodu-pułapki, w wyniku czego zginęły trzy osoby, a 25 osób zostało rannych. |
| 20 marca | 45     | 230   | Kirkuk, Karbala, Ar-Ramadi, Bagdad | Seria skoordynowanych zamachów terrorystycznych w kilku miastach irackich. |
| 31 marca | 9      | 50    | Yala                               | Trzy skoordynowane ataki bombowe w wykonaniu islamskich separatystów. |

## Kwiecień
| Data        | Zabici | Ranni         | Miejsce                                                   | Opis |
| ----------- | ------ | ------------- | --------------------------------------------------------- | --- |
| 4 kwietnia  | 10     | 3             | Mogadiszu                                                 | wybuch bomby w teatrze narodowym. |
| 4 kwietnia  | 10     | 20            | Majmana, Farjab                                           | Zamachowiec-samobójca wysadził się w powietrze w pobliżu grupy żołnierzy. Wśród 10 ofiar było czterech żołnierzy USA. |
| 8 kwietnia  | 38     | kilkadziesiąt | Kaduna                                                    | Wybuch samochodu-pułapki pod kościołem w święta Wielkanocne. |
| 9 kwietnia  | 12     | 18            | Baydhabo                                                  | Wybuch bomby na zatłoczonym targowisku. |
| 10 kwietnia | 9      | kilkadziesiąt | Herat                                                     | Zamach samobójczy na siedzibę lokalnej administracji w mieście Herat. |
| 15 kwietnia | 47     | 44            | Kabul, Nangarhar, Logar i Paktia, Dżalalabad              | Talibowie przeprowadzili serię skoordynowanych ataków w stolicy oraz kilku regionach kraju. W Kabulu szturmowano parlament oraz ambasady Niemiec, Wielkiej Brytanii i USA. Talibowie przypuścili również ataki na placówki sił rządowych i NATO w stolicach prowincji Nangarhar, Logar i Paktia oraz lotnisko w Dżalalabadzie. W serii skoordynowanych ataków zginęło 47 osób. |
| 19 kwietnia | 36     | 150           | Bagdad, Kirkuk, Al-Faludża, Samarra, Bakuba, Mosul, Tadżi | Fala 20 skoordynowanych zamachów terrorystycznych w całym kraju. |
| 26 kwietnia | 6      | ?             | Abudża, Kaduna                                            | Dwa zamachy na redakcje gazet. Atak w stolicy był samobójczy. |
| 26 kwietnia | 10     | 15            | Dijala                                                    | Zamachowiec-samobójca zdetonował samochód-pułapkę przed kawiarnią. |
| 27 kwietnia | 0      | 27            | Dniepropetrowsk                                           | W centrum Dniepropetrowska wybuchły co najmniej cztery bomby. Wśród rannych były dzieci. |
| 27 kwietnia | 9      | 26            | Damaszek                                                  | W stolicy Syrii doszło do zamachu samobójczego, w wyniku którego zginęło 11 osób. Eksplozja nastąpiła w pobliżu jednego z meczetów w centrum miasta, gdy wierni opuszczali świątynię po piątkowych modłach. Za atakiem stał Front al-Nusra powiązany z Al-Ka’idą, który wcześniej dokonywał ataków bombowych w Syrii.                                                          |
| 30 kwietnia | 20     | 100           | Idlib                                                     | Atak wymierzony był w pobliżu kwatery głównej służb wywiadowczych sił powietrznych w wyniku czego zginęło ponad 20 osób. |

## Maj
| Data    | Zabici | Ranni | Miejsce      | Opis |
| ------- | ------ | ----- | ------------ | --- |
| 1 maja  | 9      | 12    | Mogadiszu    | Zamach samobójczy w centrum somalijskiej stolicy w którym zginęło dziewięć osób, w tym dwóch parlamentarzystów.                                                    |
| 2 maja  | 7      | 17    | Kabul        | Zamach samobójczy w centrum stolicy dzień po wizycie prezydenta USA Baracka Obamy.                                                                                 |
| 3 maja  | 14     | 87    | Machaczkała  | Eksplozja dwóch bomb przed posterunkiem policji drogowej. |
| 4 maja  | 20     | 40    | Khar         | Zamach samobójczy na zatłoczonym targowisku. |
| 5 maja  | 5      | 0     | Aleppo       | Zamach w myjni samochodowej właściciela, który był członkiem prorządowej milicji shabiha, mordującej opozycjonistów.                                               |
| 10 maja | 55     | 372   | Damaszek     | W wyniku wybuchu dwóch bomb w stołecznej dzielnicy Kazaz zginęło 55 osób a rannych zostało 372 osoby. Zamach wydarzył się ranem kiedy ludzie udawali się do pracy. |
| 15 maja | 12     | 55    | Mosul        | Zamach samobójczy w Mosulu. |
| 16 maja | 11     | 12    | Farah        | Zamach wymierzony w policjantów. |
| 19 maja | 55     | 372   | Dajr az-Zaur | Wybuch samochodu-pułapki. |
| 21 maja | 96     | 300   | Sana         | Zamach w Sanie (2012) |
| 31 maja | 18     | 35    | Bagdad       | Trzy skoordynowane zamachy terrorystyczne wymierzone w szyitów. |

## Czerwiec
| Data       | Zabici | Ranni | Miejsce               | Opis |
| ---------- | ------ | ----- | --------------------- | --- |
| 3 czerwca  | 15     | 42    | Bauchi                | Zamach samobójczy na kościół chrześcijański. |
| 4 czerwca  | 34     | 200   | Bagdad                | Samobójczy zamach z użyciem samochodu pułapki na siedzibę szyickiej instytucji religijnej w Bagdadzie.                                                             |
| 6 czerwca  | 22     | 50    | Kandahar              | Troje zamachowców-samobójców wysadziło się na targowisku. |
| 7 czerwca  | 14     | 50    | Kweta                 | Wybuch bomby umieszczonej na motocyklu pod szkołą religijną. |
| 7 czerwca  | 21     | 42    | Peszawar              | Eksplozja ładunku wybuchowego w pobliżu przystanku autobusowego.                                                                                                   |
| 13 czerwca | 93     | 312   | Bagdad                | Seria skoordynowanych zamachów terrorystycznych w irackiej stolicy i sześciu innych miastach, wymierzonych w szyitów. Najkrwawszy zamach w Iraku od stycznia 2011. |
| 16 czerwca | 26     | 68    | Bagdad                | Wybuch samochodu pułapki podczas szyickiego święta. |
| 16 czerwca | 26     | 65    | Landi Kotal           | Wybuch samochodu pułapki na miejscowym targowisku. |
| 17 czerwca | 21     | 100   | Zaria, Kaduna         | Troje zamachowców-samobójców zaatakowało dwa chrześcijańskie kościoły w dwóch miastach.                                                                            |
| 18 czerwca | 22     | 50    | Bakuba                | Zamach samobójczy na zgromadzeniu szyickim. |
| 22 czerwca | 18     | 119   | Bagdad                | Podwójny zamach terrorystyczny na targowisku w irackiej stolicy.                                                                                                   |
| 25 czerwca | 14     | 29    | Bakuba, Al-Hilla      | Zamach wymierzony w autobus z piłkarzami z Hilli. |
| 28 czerwca | 21     | 113   | Bagdad, Tadżi, Bakuba | Seria skoordynowanych zamachów w trzech irackich miastach. |
| 29 czerwca | 11     | 49    | Balad                 | Trzech zamachowców samobójców wysadziło się na targowisku, przy posterunku policji i przy poczcie, w wyniku czego zginęło 11 szyitów.                              |

## Lipiec
| Data     | Zabici | Ranni | Miejsce      | Opis |
| -------- | ------ | ----- | ------------ | --- |
| 1 lipca  | 18     | 40    | Garissa      | Somalijscy rebelianci z Al-Szabaab zaatakowali chrześcijańskie kościoły.                                   |
| 3 lipca  | 40     | 122   | Ad-Diwanijja | Eksplozja ciężarówki wyładowanej materiałami wybuchowymi pod szyickim meczetem.                            |
| 4 lipca  | 11     | 22    | Wasit        | Wybuch samochodu-pułapki.                                                                                  |
| 6 lipca  | 7      | 20    | Ar-Ramadi    | Wybuch samochodu-pułapki.                                                                                  |
| 8 lipca  | 35     | ?     | Kandahar     | W zasadzce po wybuchu miny-pułapki doszło do strzelaniny w której zginęło 35 osób, w tym 7 żołnierzy NATO. |
| 11 lipca | 8      | 15    | Sana         | Zamach samobójczy pod akademią policyjną w jemeńskiej stolicy.                                             |
| 13 lipca | 5      | 6     | Maiduguri    | Nastoletni zamachowiec-samobójca wsadził się w powietrze w meczecie.                                       |
| 14 lipca | 18     | 43    | Aybak        | Zamach samobójczy na miejscowym weselu córki jednego z afgańskich ministrów.                               |
| 18 lipca | 7      | 20    | Burgas       | Zamach samobójczy na autokar z turystami z Izraela autobus eksplodował przed lotniskiem.                   |